# Horst H. Kruse
Horst Hermann Kruse (* 5. Februar 1929 in Ruhwinkel) ist ein deutscher Anglist und Hochschullehrer.

## Leben
Horst H. Kruse studierte nach seiner Reifeprüfung in Kiel Amerikanistik an der Cornell University (Magisterprüfung 1954) und Anglistik bzw. Germanistik an der Christian-Albrechts-Universität zu Kiel, wo er 1959 promovierte und anschließend am dortigen Englischen Seminar als wissenschaftlicher Mitarbeiter tätig war. Im Jahre 1970 erfolgte dort seine Habilitation. In Kiel lehrte er bis zu seiner 1972 erfolgten Berufung als ordentlicher Professor für Amerikanische Literatur an der Universität Münster. Dort wurde er 1994 emeritiert. In den Jahren von 1985 bis 1991 war er außerdem als Hochschullehrer an der Bowling Green State University in den USA tätig.
Kruse war Mitherausgeber der Zeitschrift „Literatur in Wissenschaft und Unterricht“ (1968–2007) und der „Amerikastudien“ (AMST, 1982–1990).
Er ist ein Neffe des Schriftstellers Iven Kruse, der aus der gleichen schleswig-holsteinischen Gemeinde Ruhwinkel (Kreis Plön) stammte.

## Schriften (Auswahl)
- Die Romane der „Flaming Youth“. Ein Beitrag zur Interpretation des amerikanischen Romans von 1920 bis 1930 (= Jahrbuch für Amerikastudien, Beihefte, Bd. 7). Winter, Heidelberg 1962 (Dissertation Universität Kiel).
- Mark Twains „Life on the Mississippi“. Eine entstehungs- und quellengeschichtliche Untersuchung zu Mark Twains „Standard Work“ (= Kieler Beiträge zur Anglistik und Amerikanistik, Bd. 8). Wachholtz, Neumünster 1970 (Habilitationsschrift Universität Kiel) ISBN 3-529-03208-5 (englische Ausgabe: The University of Massachusetts Press, Amhorst 1981, ISBN 0-87023-330-0).
- mit Peter Freese und Dietrich Jäger: Die amerikanische short story. Ein Überblick. Wachholtz, Neumünster 1971.
- (Hrsg.): From rags to riches. Erfolgsmythos und Erfolgsrezepte in der amerikanischen Gesellschaft. Goldmann, München 1973, ISBN 3-442-11902-2.
- Schlüsselmotive der amerikanischen Literatur (= Studienreihe Englisch, Bd. 41). Francke, Bern 1979, ISBN 3-513-02291-3.
- Popular culture in Amerika. Literatur und Massengesellschaft. Deutsches Institut für Fernstudien an der Universität Tübingen 1981.
- Parsing a Complex Structure. Literary Allusion and Mythic Evocation in John Cheever's Short Story „The Swimmer“. In: Dietrich Jäger (Hrsg.): Perspektiven der Interpretation. Aufsätze zur englischen und amerikanischen Literatur und Landeskunde ; in memoriam Paul G. Buchloh (1922–1986). Königshausen und Neumann, Würzburg 1987, S. 217–231, ISBN 3-88479-327-6.
- F. Scott Fitzgerald at work. The making of „The Great Gatsby“. University of Alabama Press, Tuscaloosa, Ala. 2014, ISBN 978-0-8173-1839-0.
- Iven Kruse und der Dritte Bismarck. Der lange Weg zu einem Ideenroman im Kontext schleswig-holsteinischer Identitätssuche zwischen Reichsgründung und Drittem Reich. Wachholtz, Kiel 2020, ISBN 978-3-529-05057-2.
- F. Scott Fitzgerald and His German War Heroes. Erich Ludendorf and Otto Braun. In: Germanisch-Romanische Monatsschrift, Bd. 70 (2020), H. 1, S. 1–18.